# The Ketchup Song (Aserejé)
«Aserejé» («Асерехе́»; в международной версии «The Ketchup Song (Asereje)») — песня испанской группы Las Ketchup.

## Название и текст песни
Песня «Asereje» была написана продюсером группы Мануэлем Руисом.
Название песни, а также припев представляют собой каламбурное произношение строк из рэп-хита 1979 г. "Rapper's Delight" в исполнении группы The Sugarhill Gang:
I said a hip, hop, the hippie to the hippie
Aserejé ja de jé de jebe
the hip-hip-hop, a you don't stop
tu de jebere sebiunouva (seibiunouva)
the rock it to the bang bang boogie say up jumped the boogie
majabi (majavi) an de bugui
to the rhythm of the boogie, the beat
an de buididipí.
Американский журнал Billboard так объяснял текст своим англоязычным читателям:
Герой песни — подозрительный типчик Диего, слоняющийся по улицам под звуки регги и хип-хопа. Его любимая вещь — песня группы Sugarhill Gang, слова которой [испаноязычным] девушкам [из группы Las Ketchup] слышатся как «Асерехе ха де хе де хебе тудей ...» и так далее до конца припева.
— Вы когда-нибудь слышали эту песню Sugarhill Gang? — спрашивает [участница Las Ketchup] Лола [у корреспондента «Билборда»]. —  Просто попытайтесь спеть её очень быстро, вот и [выйдут] слова [нашей песни].

— Мы создали её наполовину в шутку, без каких-либо надежд и ожиданий, и, возможно, именно поэтому людям она так понравилась.

## История успеха
В Испании сингл с песней «Aserejé» вышел 10 июня 2002 года.
К сентябрю он разошёлся в стране уже тиражом порядка 33 тысяч экземпляров, причём для Испании, где люди синглы вообще мало покупали (покупали целиком альбомы) и где для попадания на 1-е место в сингловом чарте могло быть достаточно продать за неделю всего 2—3 тысячи экземпляров, это было очень большое, почти невероятное число.
Для международного (вне Испании) рынка группа записала англо-испанскую версию (англ. Spanglish, на смеси испанского с английским), которая была озаглавлена «The Ketchup Song (Asereje)». К середине августа сингл с ней был уже выпущен во всех странах Европы, за исключением Франции и Великобритании — там он вышел в сентябре.
Кроме того, 29 июля у группы вышел и первый альбом.
Песня «Asereje» стала невероятно известной, сравнимой по популярности со знаменитой «Макареной».

## Чарты
| Чарт (2002)                                 | Наив. поз. |
| ------------------------------------------- | ---------- |
| Австралия (ARIA)                            | 1          |
| Австрия (Ö3 Austria Top 40)                 | 1          |
| Бельгия/Фландрия (Ultratop 50)              | 1          |
| Бельгия/Валлония (Ultratop 50)              | 1          |
| Канада (Billboard Canadian Hot 100)         | 1          |
| Дания (Tracklisten)                         | 1          |
| Европа (Billboard European Hot 100 Singles) | 1          |
| Финляндия (Suomen virallinen lista)         | 1          |
| Франция (SNEP)                              | 1          |
| Германия (GfK)                              | 1          |
| Греция (IFPI)                               | 1          |
| Венгрия (Single Top 40)                     | 1          |
| Ирландия (IRMA)                             | 1          |
| Италия (FIMI)                               | 1          |
| Нидерланды (Dutch Top 40)                   | 1          |
| Новая Зеландия (Recorded Music NZ)          | 1          |
| Норвегия (VG-lista)                         | 1          |
| Польша (Polish Singles Chart)               | 1          |
| Португалия (Portuguese Singles Chart)       | 1          |
| Румыния (Romanian Top 100)                  | 1          |
| Испания (PROMUSICAE)                        | 1          |
| Швеция (Sverigetopplistan)                  | 1          |
| Швейцария (Schweizer Hitparade)             | 1          |
| Великобритания (OCC UK Singles)             | 1          |
| США (Billboard Hot 100)                     | 54         |
| США (Billboard Hot Latin Songs)             | 1          |
| США (Billboard Tropical Songs)              | 1          |

| Чарт (2002)                       | Поз. |
| --------------------------------- | ---- |
| Австралия                         | 5    |
| Австрия                           | 2    |
| Бельгия (Фландрия)                | 1    |
| Бельгия (Валлония)                | 1    |
| Finland (Suomen virallinen lista) | 1    |
| Франция                           | 1    |
| Ирландия                          | 3    |
| Швейцария                         | 1    |
| Великобритания                    | 8    |
| Швеция                            | 1    |
| Чарт (2003)                       | Поз. |
| Австралия                         | 8    |
| Австрия                           | 23   |
| Бельгия (Валлония)                | 62   |
| Франция                           | 24   |
| Швейцария                         | 45   |
| Великобритания                    | 171  |

| Чарт (2002—2009) | Поз. |
| ---------------- | ---- |
| Австралия        | 11   |
| Германия         | 8    |